# فرودگاه بین‌المللی بوجومبورا
فرودگاه بین‌المللی بوجومبورا (به انگلیسی: Bujumbura International Airport) یک فرودگاه همگانی با کد یاتا BJM است که یک باند فرود آسفالت دارد و طول باند آن ۳۶۰۰ متر است. این فرودگاه در شهر بوجومبورا کشور بوروندی قرار دارد و در ارتفاع ۷۸۷ متری از سطح دریا واقع شده‌است.

## نگارخانه

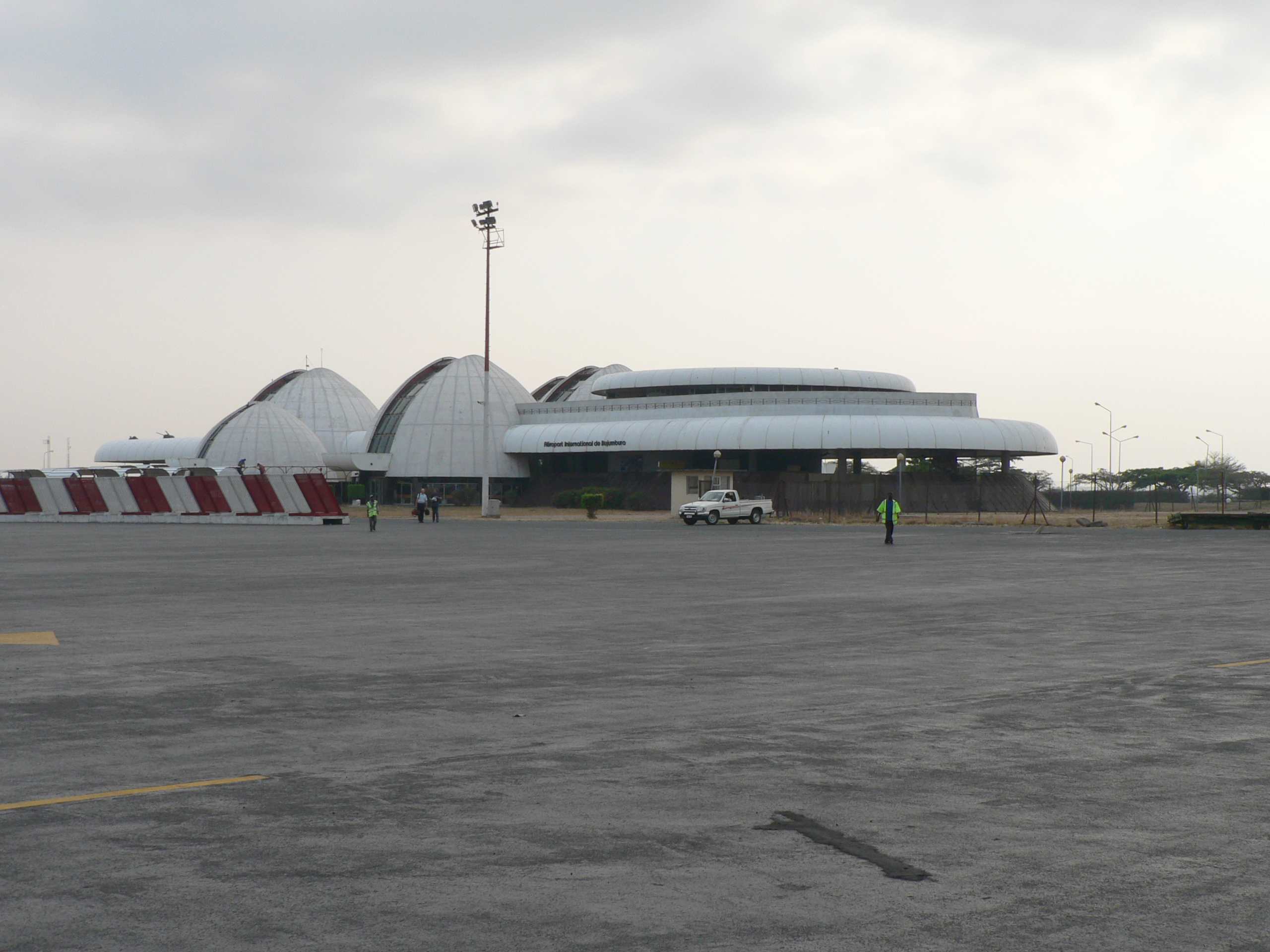

## شرکت‌های هواپیمایی و مقصدهای پروازی
تا تاریخ January ۲۰۱۶، the following airlines maintain regular scheduled service to Bujumbura International Airport:

### مسافری
| شرکت‌های هواپیمایی | مقصدهای پروازی      |
| ----------------- | ------------------- |
| بروکسل ایرلاینز   | بروکسل1             |
| هواپیمایی اتیوپی  | بوول، کیگالی        |
| کنیا ایرویز       | کیگالی، جومو کنیاتا |
| رواندایر          | کیگالی              |

Note: 1: بروکسل ایرلاینز' outbound flights stop in Kigali, while all inbound flights are nonstop. The airline does not have traffic rights to transport passengers solely between Bujumbura and Kigali.

### باری
| شرکت‌های هواپیمایی | مقصدهای پروازی |
| ----------------- | -------------- |
| هواپیمایی اتیوپی  | بوول، کیگالی   |